# East Berlin (Pennsylvania)
East Berlin è un comune degli Stati Uniti d'America nella Contea di Adams, in Pennsylvania. La sua popolazione al censimento del 2000 era di 1.365 abitanti.

## Storia
Nel 1764, John Frankenberger acquistò l'intera zona chiamandola Berlin in ricordo della sua Germania, tuttavia esisteva una situazione di omonimia che risolse chiamandola East Berlin.

## Società

### Evoluzione demografica
L'etnia della zona osserva una netta maggioranza della razza bianca (97,44%), seguita dagli afroamericani (0,51%).
| Borough di East Berlin Popolazione |       |
| 2000                               | 1.365 |
| Stima al 01-07-07                  | 1426  |